# Artur Kern
Artur Kern, auch Arthur Kern (* 7. März 1902; † 26. Februar 1988 in Kirchzarten) war ein deutscher Pädagoge, Psychologe, Hochschullehrer und Buchautor mit über 90 Veröffentlichungen, der von Freiburg aus wirkte. Er trat für die unter anderem in den 1970er Jahren umstrittene Ganzheitsmethode im Leseunterricht ein. 1987 wurde ihm in Heidelberg die Ehrendoktorwürde verliehen.

## Leben
Artur Kern war in der Lehrerausbildung zunächst in Heidelberg und ab 1959 in Freiburg tätig. 1987 verlieh ihm die Heidelberger Hochschule die Ehrendoktorwürde.
Veröffentlichungen bewirkte er unter anderem mit seinem älteren Bruder Erwin Kern (1897–1988) der gleichfalls Pädagoge war und Direktor der Staatlichen Gehörlosenschule Heidelberg wurde und von dort auch als Hochschullehrer wirkte.

## Veröffentlichungen
- 1936: Rechtschreiben in organisch-ganzheitlicher Schau. In: Völkisches Lehrgut. J. Klinkhardt, Leipzig 1936 (6. Aufl. Westermann, Braunschweig 1967).

- 1955: Kurze Anleitung zu meinem Rechenkasten., Herder Verlag, Freiburg.
- 1964: Kommt wir lesen. Eine ganzheitliche Heimatfibel. mit Illustrationen von Ferdinand Selgrad. Universitäts- und Schulbuchverlag, Saarbrücken 1964.
- 1966: Das rechtschreibschwache Kind. Zur Phänomenologie und Therapie der Schriftbildschwäche; Wortblindheit, Legasthenie, Lese-Rechtschreibschwäche; mit zahlreichen Schriftproben, Tabellen und schematischen Darstellungen. 3. Aufl. Herder, Freiburg im Breisgau 1966.
- 1966: Sitzenbleiberelend und Schulreife. Ein psychologisch-paedagogischer Beitrag zu einer inneren Reform der Grundschule. 5. Aufl. Herder, Freiburg im Breisgau 1966.
- 1973: Rechtschreiben als Funktion des Sprachunterrichts, Strategien, Faktorenanalysen, Schwierigkeitsniveaus, langsame Lerner, Legastheniker, Leistungsmessung und -bewertung, Stützprogramm. Herder, Freiburg im Breisgau 1973, ISBN 3-451-16665-8.

### Veröffentlichungen mit Erwin Kern
- 1931: Ist unsere Lesemethode richtig? Eine kritisch psychologisch-didaktische Darstellung: unter Mitarbeit von Erwin Kern. Herder, Freiburg im Breisgau 1931 (3. Aufl. u.d.T: Lesen und Lesenlernen. Eine psychologisch-didaktische Darstellung, 1952).

- 1932: Mit der Ganzheitsmethode durch das erste Schuljahr. unter Mitarbeit von Erwin Kern und Wilhelm Straub. Herder, Freiburg im Breisgau 1932 (14. Aufl. u.d.T.: Praxis des ganzheitlichen Lesenlernens, 1974, ISBN 3-451-02589-2).
- 1935: Der neue Weg im Rechtschreiben. Für den Praktiker dargestellt und wissenschaftlich begründet unter Mitarbeit von Erwin Kern. Herder, Freiburg im Breisgau 1935 (8. Aufl. 1977, ISBN 3-451-02591-4).
- 1962: Sprachschöpferischer Unterricht. 3. Aufl. Herder, Freiburg im Breisgau 1962.